# Grisaille
Grisaille er maleri, hvor lysere grå farver males på mørkere grå farver eller omvendt. Grisaillemalerier var almindelige på fløjaltertavlernes ydersider i middelalderen, oprindelig som en illusion om sten- eller trærelieffer. Teknikken bruges også i glasmalerier. Grisaille som undermaling er blevet brugt ved opbygning af malerier i 1500- og 1600-tallet. Som dørstykker og plafondmalerier har grisailler også været udbredt i interiørudsmykninger.